# ハワード・ジョーンズ

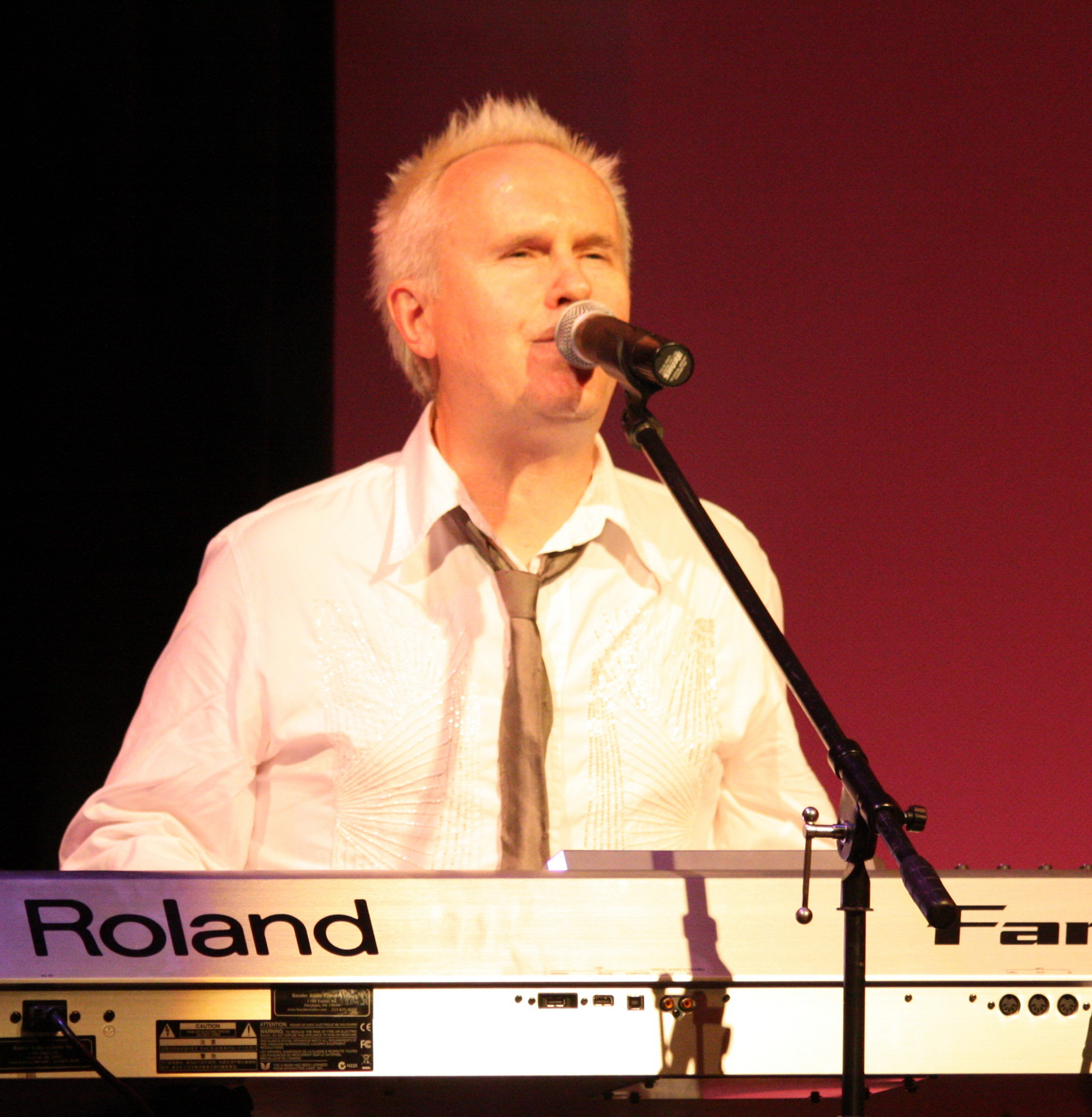
ハワード・ジョーンズ（2008年）

ハワード・ジョーンズ（Howard Jones、1955年2月23日 - ）は、イギリスのミュージシャン。1980年代に隆盛したエレクトリック・ポップ、シンセポップの代表的アーティストである。

## 来歴
イングランドのサザンプトン出身。7歳からピアノを弾きはじめた。家族の仕事の関係で、隔年でイギリスとカナダを往復する生活であり、友達がなかなかできず、音楽にのめり込んでいったという。その後、ミュージシャンとして成功する夢を抱くようになり、十代の頃からバンド活動を始め、主にプログレッシブ・ロックを演奏していた。パンク・バンドに入っていたこともある。王立北部音楽院でクラシックを専攻したものの中退し、工場の労働者やピアノの講師などをしながら地道な音楽活動を続けた。1983年、WEAレコードとメジャー契約にこぎつけ、デビューする。
1983年10月、シングル「ニュー・ソング」でデビューし全英3位の大ヒットとなる。さらに、「ホワット・イズ・ラヴ?」、「Hide and Seek」とヒット曲を連発した。翌1984年3月、ファースト・アルバム『かくれんぼ (Human's Lib)』を発表、同アルバムは全英1位に輝いた。当時最先端のシンセサイザーを駆使しながら、決して尖らずポップで親しみやすいサウンドを作り出し、第2次ブリティッシュ・インヴェイジョンの波に乗って世界中で人気を博す。日本でもアイドル的な人気があった。
1985年3月、セカンド・アルバム『ドリーム・イントゥ・アクション』を発表した。それに先駆けて発売されたシングル「オンリー・ゲット・ベター」は、アメリカのチャートでも第5位のヒット、また同アルバムからのシングルカット曲「悲しき願い」（フィル・コリンズとの共演）はアダルト・コンテンポラリー・チャートで1位に輝いた。英米両国で人気を博すミュージシャンであり、ライヴエイドにも参加した。なお、『ローリング・ストーン』誌で1986年度のベスト・キーボード・プレーヤーに選出された。
初期のライブは、ハワードが一人でシンセサイザーを演奏し、パントマイム・ダンサーのジェド・ホイルがパフォーマンスを繰り広げるというものであった。1984年暮れの全英ツアーあたりから、ドラムにトレヴァー・モレイス、ベースに弟のマーティンを迎えるなど、バンド編成になった。1984年7月にはプロモーションのために初の来日、同年9月には日本で初ライブを行なっている。なお、NHKホールでのライブは、ビデオ『ハワード・ジョーンズ・イン・ジャパン』として発売された。その後も1985年8月、1986年12月（「ジャパン・エイド」出演のため）、1987年6月、1989年8月、1994年1月-2月としばしば日本を訪れてライブを行なっている。2008年9月、14年ぶりに来日し、東京や大阪、福岡でライブを行なった。
1986年10月発売のサード・アルバム『ワン・トゥ・ワン』あたりからセールスが落ち始め、1993年のベスト・アルバム『ベスト・オブ・ハワード・ジョーンズ』の発売後にメジャー契約が打ち切られた。その精神的なショックから仏教徒に改宗、創価学会インタナショナルのメンバーとなる。以降のアルバムは主に自身が主宰するDtoxレーベルからリリースし、現在も地道に活動を続けている。なお、音楽的には、1989年のアルバム『クロス・ザット・ライン』まではテクノポップ路線、1992年のアルバム『イン・ザ・ランニング』以降はピアノやギターといった生の音を重視したアコースティック路線に大別される。
2001年7月から9月まで、リンゴ・スターのオール・スター・バンドの一員として、ツアーに参加した。2003年9月20日、ロンドンでデビュー20周年の記念コンサートを開き、デビュー当時の古い機材を使用したレトロ・セット、ピアノ演奏を主としたアコースティク・セットを含む、四部構成の長時間にわたるライブを敢行した。ジェド・ホイルとも久しぶりに共演し、パフォーマンスを繰り広げた。

## ディスコグラフィ

### スタジオ・アルバム
- 『かくれんぼ』 - Human's Lib (1984年、WEA/Elektra) ※全英1位
- 『ドリーム・イントゥ・アクション』 - Dream into Action (1985年、WEA/Elektra) ※全英2位
- 『ワン・トゥ・ワン』 - One to One (1986年、Elektra/Asylum) ※全英10位
- 『クロス・ザット・ライン』 - Cross That Line (1989年、WEA/Elektra) ※全英64位
- 『イン・ザ・ランニング』 - In the Running (1992年、Elektra/East West Records)
- 『ワーキング・イン・ザ・バックルーム』 - Working in the Backroom (1994年、Dtox)
- 『エンジェルズ&ラヴァーズ』 - Angels & Lovers (1997年、Pony Canyon Inc.)
- People (1998年、Ark 21) ※上記アルバムの国際盤
- Piano Solos (For Friends and Loved Ones) (2003年、Dtox) ※インスト集
- 『レヴォリューション・オブ・ザ・ハート』 - Revolution of the Heart (2005年、KOCH)
- Piano Solos 2 (For Friends and Loved Ones) (2007年、Dtox) ※インスト集
- 『オーディナリー・ヒーローズ』 - Ordinary Heroes (2009年、Dtox)
- 『エンゲイジ』 - Engage (2015年、Dtox)
- 『トランスフォーム』 - Transform (2019年、Dtox)

### ライブ・アルバム
- 『ライヴ・アコースティック・アメリカ』 - Live Acoustic America (1996年、Plump) ※1992年4月28日のL.A.公演を収録
- The Peaceful Tour Live (2001年、Plump Dtox)
- Live In Birkenhead (2007年、Plump Dtox) ※with Robin Boult
- The 25th Anniversary Concert - Live At The IndigO2 (2008年、Live Here Now)
- Live At Siyan (August 02 2020) (2020年、Dtox)

### EP
- Action Replay (1986年、Elektra)

### コンピレーション・アルバム
- The 12" Album (1984年、WEA/Elektra)
- 12"Ers Vol 2 (1985年、WEA)
- 『ベスト・オブ・ハワード・ジョーンズ』 - The Best of Howard Jones (1993年、East West)
- 『メタモファシス』 - Perform.00 (2000年、Dtox) ※セルフカバー集。日本では『Metamorphosis』として発売
- The Very Best of Howard Jones (2003年、Dtox)
- The Ultimate Collection (2005年、Warner Strategic Marketing)
- The Platinum Collection (2006年、Rhino)
- Revolution Remixed & Surrounded (2007年、Dtox)
- C3lebrati0n (2013年、Dtox)
- 『ベスト:1983-2017』 - Best 1983 - 2017 (2017年、Cherry Red)

### シングル
- 「ニュー・ソング」 - "New Song" (1983年)
- 「ホワット・イズ・ラヴ?」 - "What Is Love?" (1983年)
- "Hide and Seek" (1984年)
- 「パールと貝がら」 - "Pearl in the Shell" (1984年)
- 「君を知りたくて」 - "Like to Get to Know You Well" (1984年)
- 「オンリー・ゲット・ベター」 - "Things Can Only Get Better" (1985年)
- 「ルック・ママ」 - "Look Mama" (1985年)
- 「一日の生命」 - "Life in One Day" (1985年)
- 「悲しき願い」 - "No One Is to Blame" (1986年)
- 「オール・アイ・ウォント」 - "All I Want" (1986年)
- 「ユー・ノウ・アイ・ラヴ・ユー」 - "You Know I Love You... Don't You?" (1986年)
- 「スティル・ビー・ゼア」 - "Will You Still Be There?" (1986年)
- "Little Bit of Snow" (1987年)
- 「エヴァーラスティング・ラヴ」 - "Everlasting Love" (1989年)
- 「ザ・プリズナー」 - "The Prisoner" (1989年)
- 「リフト・ミー・アップ」 - "Lift Me Up" (1992年)
- "Two Souls" (1992年)
- "Tears to Tell" (1992年)
- "I.G.Y. (What a Beautiful World)" (1993年) ※ドナルド・フェイゲンのカバー
- "Angels & Lovers" (1997年)
- "Dreamin' On" (1997年)
- "Tomorrow Is Now" (1998年)
- "Let the People Have Their Say" (1998年)
- "No One Is to Blame" (live) (2000年)
- "Someone You Need" (2000年) (with Duncan Sheik)
- "Everlasting Love" (live) (2001年)
- "Revolution of the Heart" (2003年)
- "Just Look at You Now" (2005年)
- "Building Our Own Future" (2006年) ※ポッドキャスト・リリース限定
- "Soon You'll Go" (2009年)
- "Hold on to Your Heart" (2015年)
- "Beating Mr. Neg" (2019年)
- "Hero in Your Eyes" (2019年)
- "The One to Love You" (2019年)

## その他の作品
- FOX『ゴースト 〜天国からのささやき シーズン3』のテーマソングに「Soon You'll Go ～旅立つ君へ～」を提供している。

## 日本公演
- 1984年

9月18日 名古屋市公会堂、19日 大阪厚生年金会館、21日,22日,23日 NHKホール
- 1985年

- 1986年　JAPAN AID

12月20日　神宮球場
- 1987年

6月15日 日本武道館、17日 フェスティバルホール、18日 名古屋市公会堂
- 2008年

9月24日,25日 ビルボードライブ東京
- 2012年

2月6日,7日 ビルボードライブ東京、2月9日 ビルボードライブ大阪
- 2017年

1月16日,17日 ビルボードライブ東京、1月18日 ビルボードライブ大阪
- 2019年

7月31日 ビルボードライブ大阪、8月2日,3日 ビルボードライブ東京
- 2023年

9月8日,9日 ビルボードライブ東京、9月11日 ビルボードライブ大阪